# Coronación popular de la Esperanza Macarena (1913)

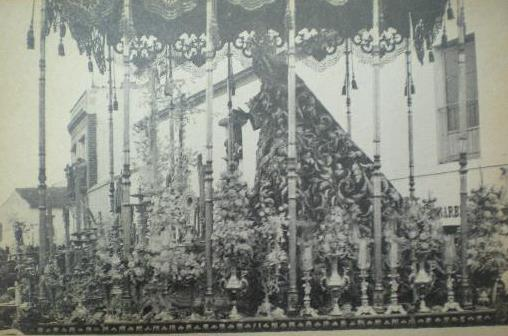
Imagen de la Esperanza Macarena de Sevilla en su paso de palio, en una postal de la década de 1920.

La coronación popular de la Esperanza Macarena de Sevilla fue un acto litúrgico y religioso que tuvo lugar el 14 de marzo de 1913 en la iglesia de san Gil de Sevilla, en el que la imagen de María Santísima de la Esperanza Macarena, una de las titulares de la Hermandad de la Macarena fue coronada por Juan Francisco Muñoz y Pabón, canónigo de la catedral. Aunque la corona fue bendecida por el cardenal Enrique Almaraz Santos, arzobispo de Sevilla, no se trató de una coronación canónica, porque entonces no se contó con la bula papal que lo autorizase.
Fue un gran acontecimiento en la ciudad, un acto nunca vivido en ella, porque fue la primera imposición-coronación contemporánea de una dolorosa en Sevilla, y la corona utilizada para ello fue la primera de oro realizada para una dolorosa hispalense,  labrada en 1912 y considerada como una de las grandes joyas de la Semana Santa en Sevilla.
Tras esta coronación, la imagen de la Esperanza Macarena vivió otra coronación popular en 1937,  y finalmente protagonizó su multitudinaria coronación canónica en 1964, concedida por el pontífice Juan XXIII.

## Antecedentes y preparativos

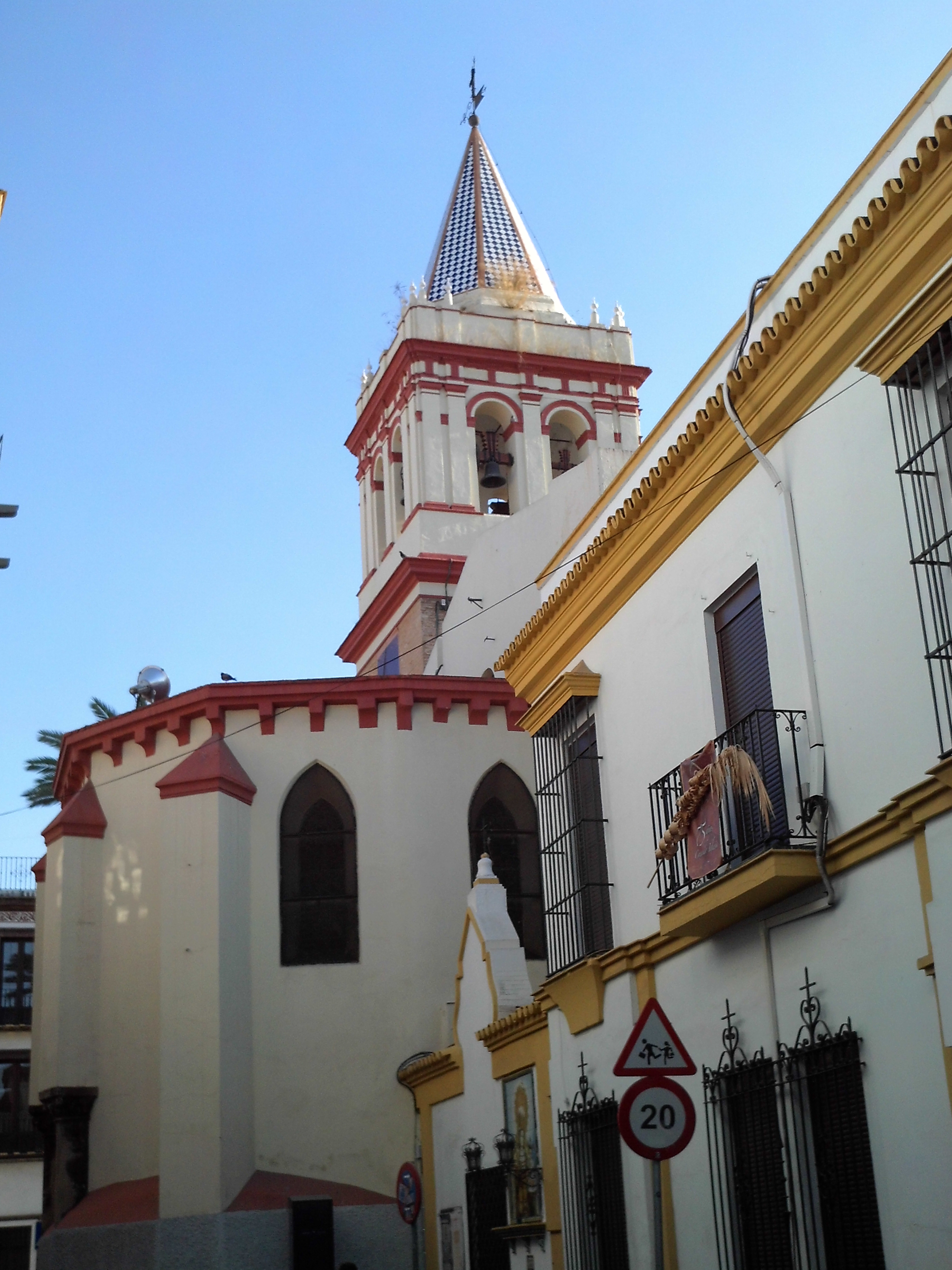
Fachada de la iglesia de san Gil, en la que tuvo lugar la coronación popular de la imagen en 1913.

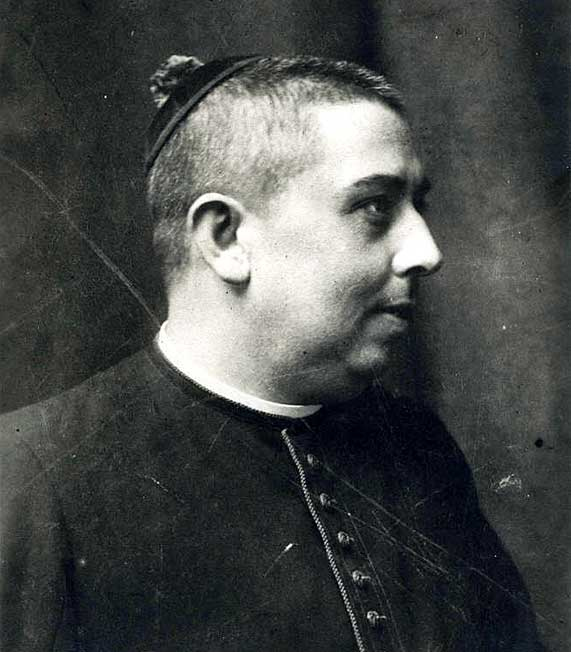
Muñoz y Pabón, quien impuso la corona a la imagen en 1913.

La llegada del artista Juan Manuel Rodríguez Ojeda a la Hermandad de la Macarena en el último tercio del siglo XIX supuso un importante impulso a la corporación, que se encontraba, como el resto de hermandades sevillanas, en un periodo de decaimiento. Rodríguez Ojeda revolucionó la estética de la Semana Santa en Sevilla, y particularmente en su hermandad llevó a cabo importantes cambios que serían después imitados por toda la geografía cofrade.
Dentro de esta revolución, la hermandad decidió coronar a su imagen titular de la Virgen de la Esperanza. Realizó un concurso público para el diseño de la corona, que ganó el propio Rodríguez Ojeda. Bajo su diseño en 1912, su ejecución corrió a cargo de la Joyería Reyes, constituyendo la primera corona de oro de la ciudad de una dolorosa, en un diseño novedoso nunca visto, convirtiéndose en toda una revolución.

## Coronación popular
El acto de la coronación popular tuvo lugar el Viernes de Dolores, día 14 de marzo de 1913 en la iglesia de san Gil. Comenzó a las 10.30 horas de la mañana, con la imagen colocada en su icónico palio procesional rojo en el altar mayor, y ataviada con el manto de malla o camaronero. La corona fue bendecida por el cardenal Enrique Almaraz Santos, entonces arzobispo de Sevilla, e impuesta a la imagen por Juan Francisco Muñoz y Pabón, canónigo de la catedral. Tras el acto de coronación, tuvo lugar la función y misa, oficiada por el provisor de la archidiócesis, concluyendo los actos pasadas las 13.30 horas de la tarde. Dentro de la gran multitud de fieles que abarrotaron el templo, estuvieron presentes Francisco Cabrerizo, gobernador civil de Sevilla, el comandante de Marina, dos concejales en representación del Ayuntamiento de Sevilla, y el delegado de Hacienda.
El historiador hispalense Santiago Montoto, que asistió a la coronación, escribió después en la crónica de aquel día sobre la emoción reflejada por Muñoz y Pabón al coronar a la imagen. Es posible que el hecho de que no fuese Almaraz, el arzobispo de Sevilla, quien impuso la corona a la imagen, se debiese al intento de guardar distancia legal, al no tratarse de una coronación canónica. A pesar de ello, la coronación creó precedentes, y otras hermandades llevaron a cabo coronaciones populares a sus imágenes titulares, como fue el caso de la Hermandad del Baratillo en 1947 y la Hermandad de San Roque en 1960, antes de obtener las coronaciones canónicas de sus respectivas titulares.